# Ragnar Nordin
Ragnar Gustav Olof Nordin, född 14 augusti 1902 i Stockholm, död 5 november 1976 i samma stad, var en svensk kompositör, sångare, sångtextförfattare och musiker. 

## Diskografi
- Beate-Christine med Georg Enders och hans orkester
- Darling med Georg Enders orkester
- Det vet du med Georg Enders orkester
- Drömmen vid brasan med Georg Enders orkester
- Josefin-valsen med Hans-Oves dragspelskapell